# Tubungan
Tubungan è una municipalità di quarta classe delle Filippine, situata nella Provincia di Iloilo, nella Regione del Visayas Occidentale.
Tubungan è formata da 48 baranggay:
- Adgao
- Ago
- Ambarihon
- Ayubo
- Bacan
- Bagunanay
- Badiang
- Balicua
- Bantayanan
- Batga
- Bato
- Bikil
- Boloc
- Bondoc
- Borong
- Buenavista

- Cadabdab
- Daga-ay
- Desposorio
- Igdampog Norte
- Igdampog Sur
- Igpaho
- Igtuble
- Ingay
- Isauan
- Jolason
- Jona
- La-ag
- Lanag Norte
- Lanag Sur
- Male
- Mayang

- Molina
- Morcillas
- Nagba
- Navillan
- Pinamacalan
- San Jose
- Sibucauan
- Singon
- Tabat
- Tagpu-an
- Talento
- Teniente Benito
- Victoria
- Zone I (Pob.)
- Zone II (Pob.)
- Zone III (Pob.)